# Georgie Lamon
Georgie Lamon (Lens, 11 de novembre de 1934-Ouagadougou, 16 de gener de 2016) va ser un empresari, escriptor i polític suís pertanyent al Partit Socialista Suís.

## Biografia
Georgie Lamon provenia d'una família de vuit fills. Va estudiar primer a França, i més tard en Friburg. Va presidir la Secció del cantó del Valais de l'Associació Suïssa per als discapacitats mentals i va participar fins al seu retir en 1997 en una associació per a la inserció laboral de persones discapacitades.
En la dècada de 1980, va ser President del Partit Socialista Suís en Serri, sent responsable de relacions públiques i d'una revista de membres del partit en el Valais. Va ser membre del Consell del Valais, l'autoritat legislativa del cantó, entre 1989 i 2001. Lamon va anar també President d'una associació civil en Lens, a través de la qual va publicar nombrosos escrits.
Des de principis de la dècada de 1990 va participar d'un projecte d'alfabetització i educació de nens a l'Àfrica Occidental.
Lemon va morir a trets en un restaurant en l'atemptat a Ouagadougou de 2016, juntament amb un altre ex-polític suís, Jean-Noël Rey. Tots dos havien anat a una escola construïda en Burkina Faso per una fundació de caritat suïssa fundada per Lamon, per la qual Rey va ajudar a recaptar fons. En homenatge, es van col·locar banderes a mitja asta en el Palau federal de Suïssa i la seu de govern del cantó del Valais, d'on tots dos polítics eren oriünds.

## Llibres publicats
- Lens, mon village: la vie associative: reflets et souvenirs. Editions à la Carte Sierre, 2006, ISBN 2-88464-722-8 (francès).
- Autour du manoir de Lens: histoire contes et légendes. Editions à la Carte Sierre, 2009, ISBN 978-2-88464-950-6 (francès).
- Lens, mémoire d'un village: contes, légendes et pensées. Editions à la Carte Sierre, 2009, ISBN 978-2-88464-995-7 (francès).
- Lens et ses demeures inspirées: document à l'usage des Centre scolaires et du public. Editions à la Carte Sierre, 2010, ISBN 978-2-940457-57-1 (francès).
- Mit Jean-Luc Theytaz: Le patrimoine de la Commune de Lens. Editions à la Carte Sierre, 2012, ISBN 978-2-88924-022-7 (francès).
- Mit Claire-Lise Thimon-Jordan: Portes de Lens et autres récits. Editions à la Carte Sierre, 2013, ISBN 978-2-88924-128-6 (francès).
- Lens au fil du temps. Editions à la Carte Sierre, 2014, ISBN 978-2-88924-198-9 (francès).